# Copris moechus
Copris moechus är en skalbaggsart som beskrevs av Leconte 1854. Copris moechus ingår i släktet Copris och familjen bladhorningar. Inga underarter finns listade i Catalogue of Life.